# Kymenlaakson Osakunta
Kymenlaakson Osakunta (förkortat KyO, svenska: "Kymmenedalens nation") är en finskspråkig studentnation vid Helsingfors universitet grundad 1933.

## Inspektorer
- Erik Lönnroth 1933-1950
- Johan Wrede 1979-1995
- Esko Ukkonen 1995-2009
- Ritva Serimaa 2009-2014
- Jari Lavonen 2015-

## Vännationer
- Wiipurilainen Osakunta, Helsingfors
- Kalmar nation, Uppsala
- Hallands nation, Lund
- Korporatsioon Fraternitas Tartuensis, Tartu
- Korporatsioon Sororitas Estoniae, Tartu